# Hans-Joachim Widmann
Hans-Joachim Widmann (* 22. April 1934; † 20. Januar 2016) war ein deutscher Rechtsanwalt und Politiker der FDP.

## Leben

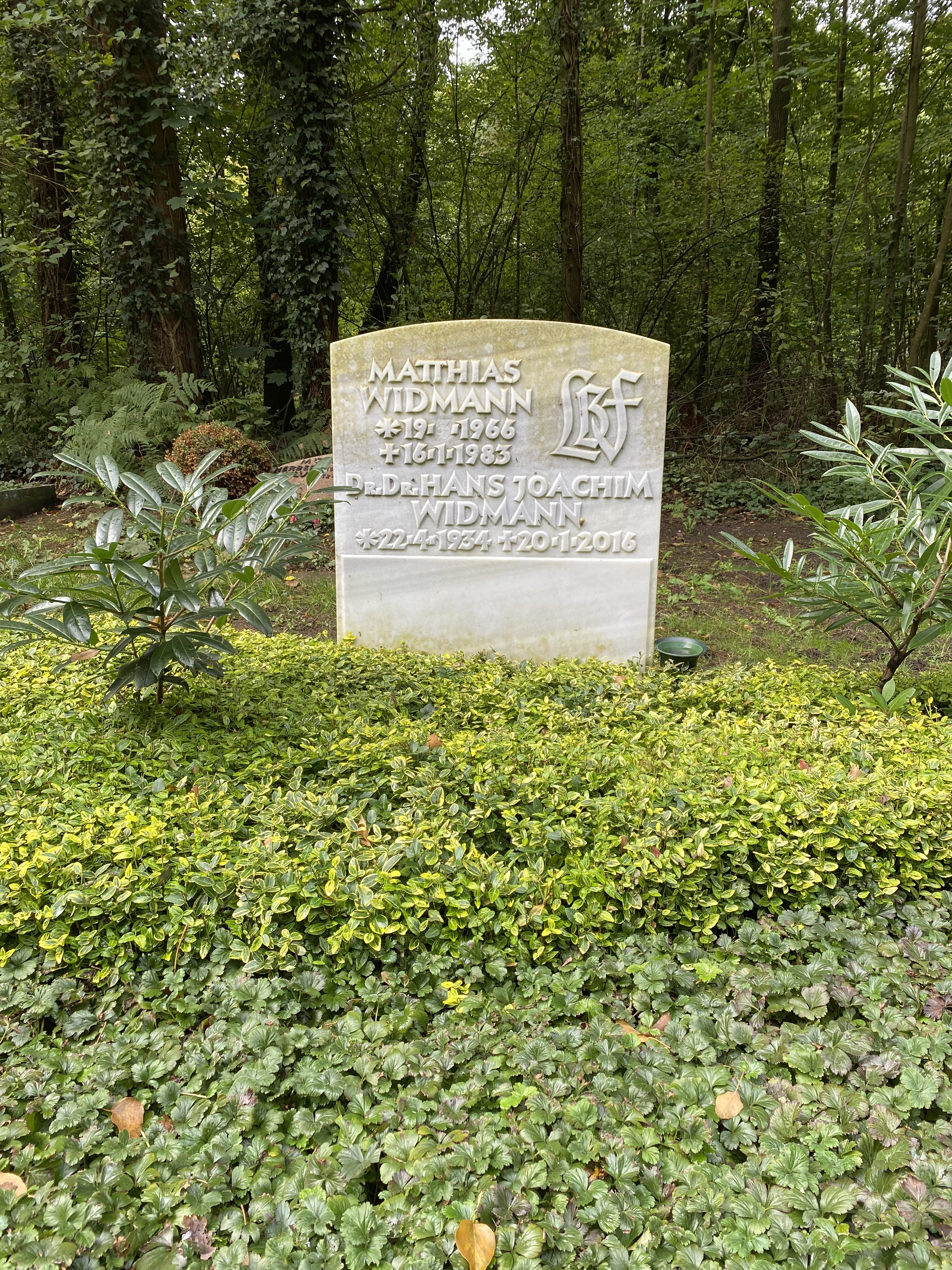
Grabstätte

Hans-Joachim Widmann führte zwei Doktortitel in Jura und Philosophie. Die juristische Promotion an der Universität Hamburg erfolgte 1965; die philosophische über Ludwig Feuerbachs Moralphilosophie an derselben Universität im Jahr 1979. Widmann war Geschäftsführer der Bestatterinnung Hamburg und Autor des Standardwerks Der Bestattungsvertrag sowie des Schlüsselromans Parteienhochmut – der Fall F.D.P.
Widmann wurde auf dem Hamburger Friedhof Volksdorf beigesetzt.

## Politik
Widmann, der seit 1964 der FDP angehörte, war von 1969 bis 1974 und von 1981 bis 1986 Bezirksvorsitzender im Bezirk Wandsbek sowie von 1970 bis 1978 und von 1986 bis 1993 Mitglied der dortigen Bezirksversammlung, zeitweilig als FDP-Fraktionsvorsitzender.
Am 20. April 1995 setzte er sich bei der Wahl zum Vorsitzenden des FDP-Landesverbandes Hamburg gegen den Amtsinhaber Rainer Funke durch. Sein Vorschlag, eine Steuer auf die „Einnahmen“ von Bettlern zu erheben, führte nach Protesten aus der eigenen Partei zu seinem Rücktritt als Parteivorsitzender, der Ende November 1996 bekanntgegeben und am 10. Dezember 1996 vollzogen wurde.

## Schriften
- Der Versuch eines erfolgsqualifizierten Delikts. Rechtswissenschaftliche Dissertation. Universität Hamburg, 1965, DNB 481259872.
- Ludwig Feuerbachs Moralphilosophie. Philosophische Dissertation, Universität Hamburg, 1979, DNB 801248760.
- Der Bestattungsvertrag. Heymann, Köln [u. a.] 1988, ISBN 3-452-21243-2 (6., überarb. und erw. Aufl. u.d.T.: Der Bestattungsvertrag im deutschen, schweizerischen und österreichischen Recht. 2015).
- Parteienhochmut – der Fall F.D.P. Stürzen unsere Parteien ab? Universitas-Verlag, München 1999, ISBN 3-8004-1384-1.
- Die Schlacht bei Jena und das Ende der Weimarer Klassik. Ein Moment der Weltgeschichte – und wie der Frankfurter Bürger und Weimarer Geheime Rat Johann Wolfgang von Goethe ihn erlebte. Verlag für Europäische Rechtswissenschaft und Philosophie, Davos 2006, ISBN 3-9523185-0-7.
- Hommage à Ramon Llull (= Davoser Schriften zur europäischen Philosophie. Heft 1). Verlag für Europäische Rechtswissenschaft und Philosophie, Davos 2012, ISBN 978-3-9523185-2-2.